# Creierul (film din 1969)
Creierul (titlul original: în franceză Le cerveau) este un film de comedie, coproducție franco-italiană, realizat în 1969 de regizorul Gérard Oury, protagoniști fiind actorii Jean-Paul Belmondo, Bourvil, David Niven, Eli Wallach și Silvia Monti.
Costisitorul film ilustrează modul în care câteva grupuri concurente de hoți, jefuiesc în 1967 un transfer secret de bani al NATO pe linia feroviară de lungă distanță de la Gara de nord din Paris la Bruxelles. Povestea trăsnită s-a inspirat din cazul real de jaf al trenului poștal din 8 august 1963 în Anglia.

## Rezumat
Doi tineri bărbați simpatici și destul de naivi, Arthur și Anatole, intenționează să jefuiască un tren încărcat cu saci de bani aparținînd forțelor NATO, care urmează să fie transportați sub pază strictă, de la Paris la Bruxelles. Arthur a evadat din pușcărie cu patru zile înainte de eliberarea sa, pentru a efectua acest jaf. Cei doi nu bănuiesc că alți tipi, inclusiv „Super Creierul”, urmăresc același obiectiv.
Așa-numitul „Creier” este un britanic renumit care a jefuit cu cinci ani înainte, trenul Poștal Glasgow-Londra. Inteligența sa enormă face să-i cadă capul lateral pe umăr, când este emoționat, datorită greutății mari a creierului său. În cea de-a doua identitate a sa, în calitate de ofițer NATO britanic, colonelul Matthews, este în mod practic însărcinat să efectueze transportul de bani în valoare de milioane de dolari (5 milioane de lire sterline) ale celor 14 state membre, aflați în saci marcați cu drapelele statelor respective pentru identificare.
Șeful coleric, oarecum prost, al mafiei siciliene, Frankie Scannapieco, este un alt rival în cursa pentru milioane. Scannapieco a acționat mai întâi ca un complice al lui Matthews și ar trebui să spele banii furați, dar apoi îl înșeală pentru că partea sa din pradă, doar 5% este prea mică. Frumoasa soră a lui Scannapieco, Sofia, a pus ochii pe Matthews, dar fratele cu sânge fierbinte de sicilian vrând să-și protejeze „onoarea familiei”, face o criză de furie și merge pe urmele lui Matthews încercând să-l omoare.
„Creierul” și gașca lui vor să dea atacul, în maniera atacului asupra trenului poștal din Anglia. Dar și Arthur a studiat îndeaproape planul acestui jaf și vrea să-l efectueze pe cont propriu, ajutat de Anatole. Reușesc să ajungă primii la sacii de bani pe care îi aruncă din vagonul oprit pe un pod deasupra unui drum lateral, dar care sunt încărcați de complici „Creierului” deghizați în pompieri și transportați de acolo în mașinile lor. Aceștia intră însă într-un control al poliției și sunt arestați, polițiștii fiind falși, mafioții lui Scannapieco care confiscă banii. 
După o goană îngrozitoare, care se termină în portul Le Havre după zicala „Banul ușor câștigat, e la fel de ușor pierdut”. La încărcarea replicii Statuii Libertății cu macaraua pe vaporul care urma să o transporte la New York, Arthur reușește să localizeze ascunzătoarea secretă a banilor în interiorul soclului, dar bancnotele sunt împrăștiate în toată zona portului.  Nefiind foarte afectați de aceasta, Arthur, Anatole și „Creierul” fac din nou echipă pentru a efectua o nouă lovitură în SUA.

## Distribuție
- Jean-Paul Belmondo – Arthur Lespinasse
- Bourvil – Anatole
- David Niven – colonelul Carol Matthews, „Creierul”
- Eli Wallach – Frankie Scannapieco
- Silvia Monti – Sofia Scannapieco
- Raymond Gérôme – comisarul
- Jacques Balutin – inspectorul Pochet
- Henri Attal – un bărbat din bandă
- Yves Barsacq – un gardian
- Dominique Zardi – un gardian
- Jacques Ciron – inspectorul Dubœuf
- Patrick Préjean – sergentul belgian
- Robert Dalban – belgianul răcit
- Raoul Delfosse – un belgian
- Pierre Tornade – un gardian
- Tommy Duggan – le superintendant Cummings
- Henri Génès – gardianul șef
- Sophie Grimaldi – blonda din tren
- Fernand Guiot – inspectorul Mazurel
- Roger Lumont – patronul buticului
- Paul Mercey – un domn
- Micha Bayard – o doamnă
- Max Montavon – anticarul cu fular albastru
- Mario David –  anticarul cu fular oranj
- Gérard Hernandez – un agent în Rouen

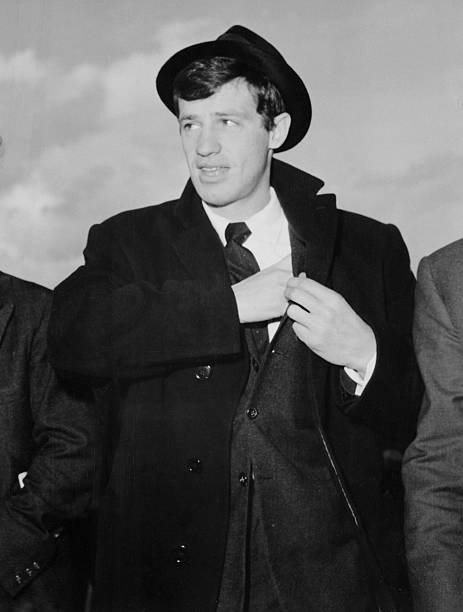
Jean-Paul Belmondo
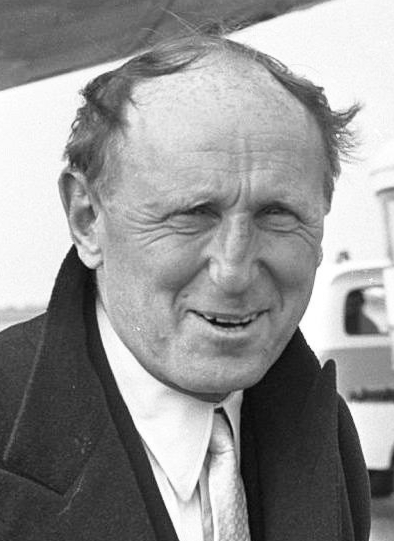
Bourvil
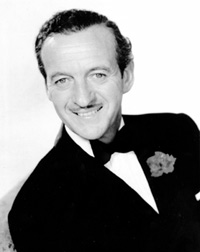
David Niven, „Creierul”
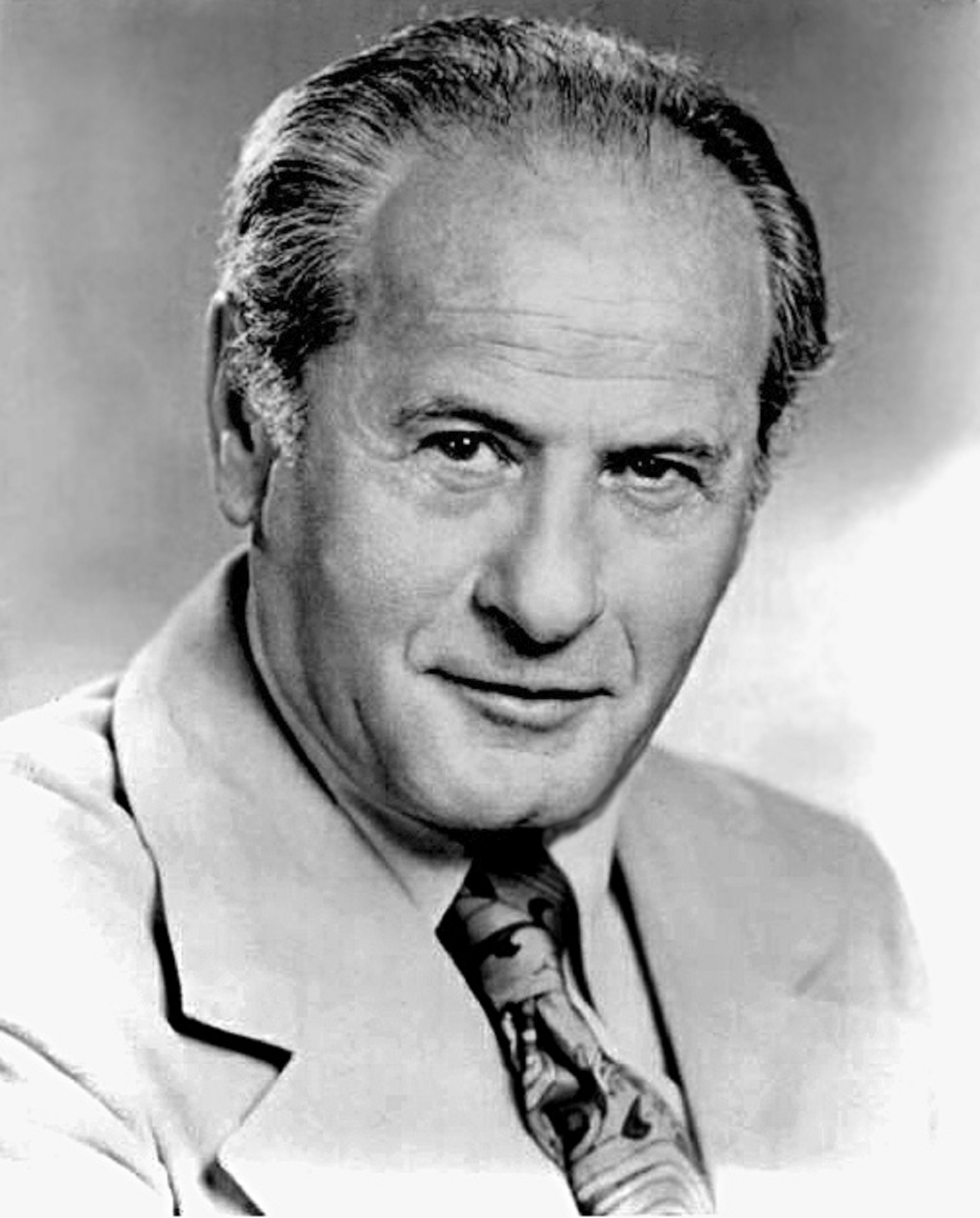
Eli Wallach
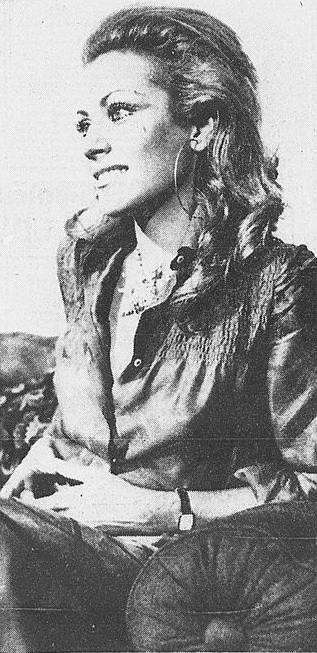
Silvia Monti

## Melodii din film

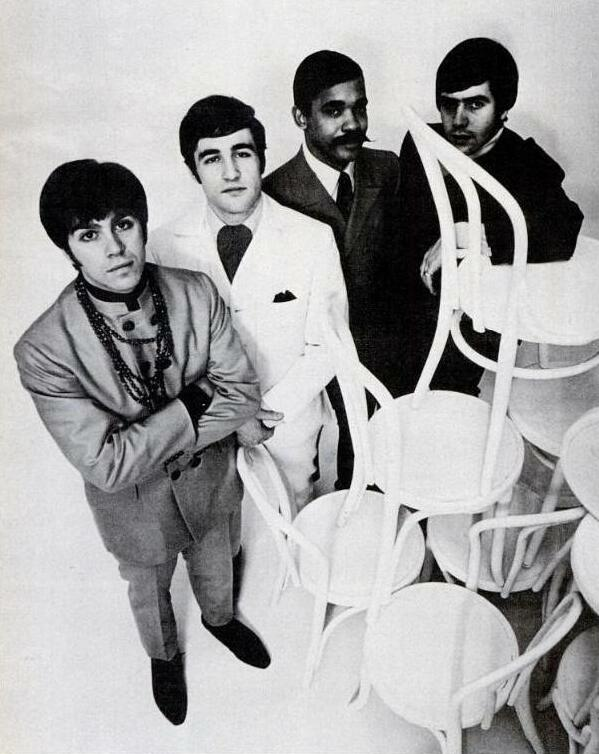
Formația americană The American Breed în 1968.

- Cântecul The Brain este interpretat de formația americană The American Breed, text și muzica de Georges Delerue
- În scena de la piscină în care Frankie și Sophia sora lui își fac apariția, cântecul este un hit italian din 1966 Cento giorni interpretat de Caterina Caselli, text și muzica de Mogol / Soffici
- Muzica care acompaniază majoretele pe cheiul din portul Le Havre este The Washington Post march compusă în 1889 de John Philip Sousa.

## Culise
Până în 1967, sediul NATO a fost în și în preajma Palais de Chaillot din Paris. După retragerea Franței din structurile militare NATO, a avut loc mutarea acestuia la Bruxelles, în nord-vestul orașului, pe bulevardul Leopold.

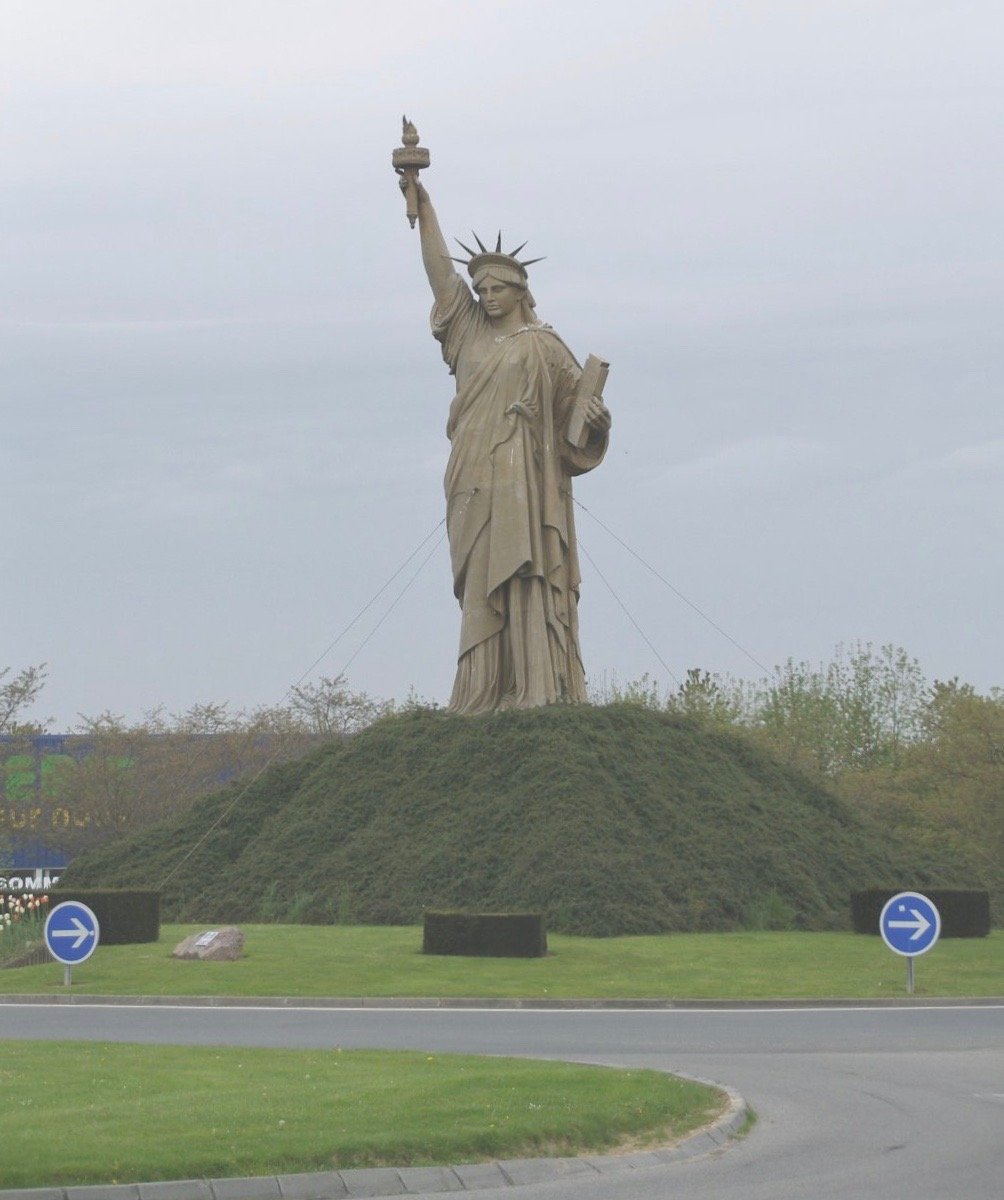
Replica statuii Libertății realizată pentru film, stând acum în sensul giratoriu din Barentin, în Seine-Maritime.

## Gafe
În afișul românesc, titlul filmului este trecut greșit „Creerul”.